# Boban Grnčarov
Boban Grnčarov (en macédonien : Бобан Грнчаров) est un footballeur international macédonien né le 12 août 1982 à Skopje (Yougoslavie).

## Palmarès
- Championnat de Chypre : 2011
- Championnat de Macédoine : 2016 et 2017
- Supercoupe de Macédoine : 2015